# GoldenDict
GoldenDict е безплатен речник с отворен код за персонални компютри. Поддържа множество речникови файлови формати и има много функции.
Написан е на C++ с помощта на Qt 4 библиотеката за графичния му интерфейс и WebKit за HTML съдържанието на статиите.

## Възможности
Основните възможности на речника са:
- множество достъпни речникови формати
- онлайн търсене
- богато съдържание на статиите благодарение на WebKit енджина.
- Hunspell морфологична система за предложения за правописни поправки
- търсене без въвеждане на диакритики и главни букви
- многодокументен интерфейс
- интерфейс на няколко езика включително български
- поддръжка на онлайн произношения на думи от Forvo

### Речникови файлови формати
GoldenDict поддържа множество файлови формати което прави достъпни за него, много речници съставени за други програми. Тези формати са:
- Babylon .BGL файлове с възможност за включване на изображения и ресурси
- StarDict .ifo, .dict., .idx, .syn речници
- Dictd .index, .dict(.dz) речници
- ABBYY Lingvo .dsl изходни файлове, които могат да бъдат компресирани с dictzip
- ABBYY Lingvo .lsa, .dat аудио архиви

### Онлайн речници
Речникът има възможност за търсене в онлайн източници. Има вградена поддръжка за търсене в Уикипедия и други уики базирани сайтове. Може да търси и в произволни сайтове чрез параметри задавани в URL.